# Simhopp vid olympiska sommarspelen 2000
Vid olympiska sommarspelen 2000 utövades åtta discipliner. För första gången utövades det synkroniserad hoppning i båda de klassiska klasserna (3 och 10 meter). Tävlingarna hölls i Sydney International Aquatic Centre mellan 22 och 30 september, med sammanlagt 157 deltagare från 42 nationer.

## Medaljfördelning
| Pl. | Nation     | Guld | Silver | Brons | Totalt |
| --- | ---------- | ---- | ------ | ----- | ------ |
| 1   | Kina       | 5    | 5      | 0     | 10     |
| 2   | Ryssland   | 2    | 1      | 2     | 5      |
| 3   | USA        | 1    | 0      | 0     | 1      |
| 4   | Kanada     | 0    | 1      | 1     | 2      |
| 5   | Mexiko     | 0    | 1      | 0     | 1      |
| 6   | Australien | 0    | 0      | 2     | 2      |
| 6   | Tyskland   | 0    | 0      | 2     | 2      |
| 8   | Ukraina    | 0    | 0      | 1     | 1      |

## Medaljörer

### Herrar
| Event                                  | Guld                                     | Silver                                         | Brons                                     |
| 3 m svikthopp Detaljer...              | Xiong Ni Kina                            | Fernando Platas Mexiko                         | Dmitri Sautin Ryssland                    |
| 10 m höga hopp Detaljer...             | Tian Liang Kina                          | Hu Jia Kina                                    | Dmitri Sautin Ryssland                    |
| Parhoppning 3 m svikthopp Detaljer...  | Xiong Ni och Xiao Hailiang Kina          | Dmitri Sautin och Alexandre Dobroskok Ryssland | Robert Newbery och Dean Pullar Australien |
| Parhoppning 10 m höga hopp Detaljer... | Dmitri Sautin och Igor Lukasjin Ryssland | Hu Jia och Tian Liang Kina                     | Jan Hempel och Heiko Meyer Tyskland       |

### Damer
| Event                                  | Guld                                    | Silver                                  | Brons                                       |
| 3 m svikthopp Detaljer...              | Fu Mingxia Kina                         | Guo Jingjing Kina                       | Dörte Lindner Tyskland                      |
| 10 m höga hopp Detaljer...             | Laura Wilkinson USA                     | Li Na Kina                              | Anne Montminy Kanada                        |
| Parhoppning 3 m svikthopp Detaljer...  | Vera Ilina och Julia Pachalina Ryssland | Fu Mingxia och Guo Jingjing Kina        | Ganna Sorokina och Olena Zjupina Ukraina    |
| Parhoppning 10 m höga hopp Detaljer... | Li Na och Sang Xue Kina                 | Émilie Heymans och Anne Montminy Kanada | Rebecca Gilmore och Loudy Tourky Australien |

## Deltagande nationer
| - Argentina (1) - Armenien (1) - Australien (6) - Österrike (3) - Azerbajdzjan (1) - Belarus (2) - Brasilien (2) - Kanada (7) - Kina (8) - Kinesiska Taipei (4) - Colombia (2) - Kuba (6) - Tjeckien (1) - Finland (2) | - Frankrike (6) - Georgien (1) - Tyskland (8) - Storbritannien (8) - Grekland (5) - Hongkong (1) - Ungern (4) - Indonesien (3) - Italien (5) - Japan (1) - Kazakstan (5) - Malaysia (3) - Mexiko (7) - Nordkorea (5) | - Peru (1) - Filippinerna (2) - Puerto Rico (1) - Rumänien (3) - Ryssland (7) - Sydkorea (4) - Spanien (5) - Sverige (1) - Schweiz (3) - Thailand (2) - Ukraina (9) - USA (7) - Venezuela (3) - Zimbabwe (1) |